# Zetes
Zetes foi, segundo a mitologia grega, um dos argonautas. Era irmão de Calais e filho de Bóreas e Orítia. Alguns dizem que Zetes e seu irmão Calais nasceram como semideuses, e logo depois, viraram Bóreades, nome dado a filhos do vento norte.
Zetes é personagem do livro O Herói Perdido do escritor Rick Riordan. As informações mitológicas que Zetes e Calais nasceram semideuses são citadas como verdadeiras no livro, e as características de Zetes são bastantes impulsivas.[carece de fontes?]